# Батіста Менді
Батіста Аделіно Менді (фр. Batista Adélino Mendy, нар. 12 січня 2000, Сен-Назер, Франція) — французький футболіст бісаусько-гвінейського походження, опорний півзахисник турецького «Трабзонспора».

## Ігрова кар'єра

### Клубна
Батіста Менді почав займатися футболом у своєму рідному місті Сен-Назер. У 2015 році футболіст приєднався до молодіжної команди клубу «Нант». 13 вересня 2020 року Менді провів свою першу гру на професійному рівні — проти «Монако» в чемпіонаті Франції. Всього в першій команді Нанта футболіст провів дві гри.
Влітку 2021 року Менді перейшов до «Анже», з яким підписав трирічний контракт. За результатами сезону 2022/23 «Анже» вилетів з вищого дивізіону, а сам Менді перейшов до турецького «Трабзонспора» і 17 вересня зіграв дебютну гру в чемпіонаті Туреччини.

### Збірна
У 2017 році в складі юнацької збірної Франції (U-17) Батіста Менді провів одну гру у фінальній частині юнацького чемпіонату світу, що проходив в Індії.